# Fu Lu Shou

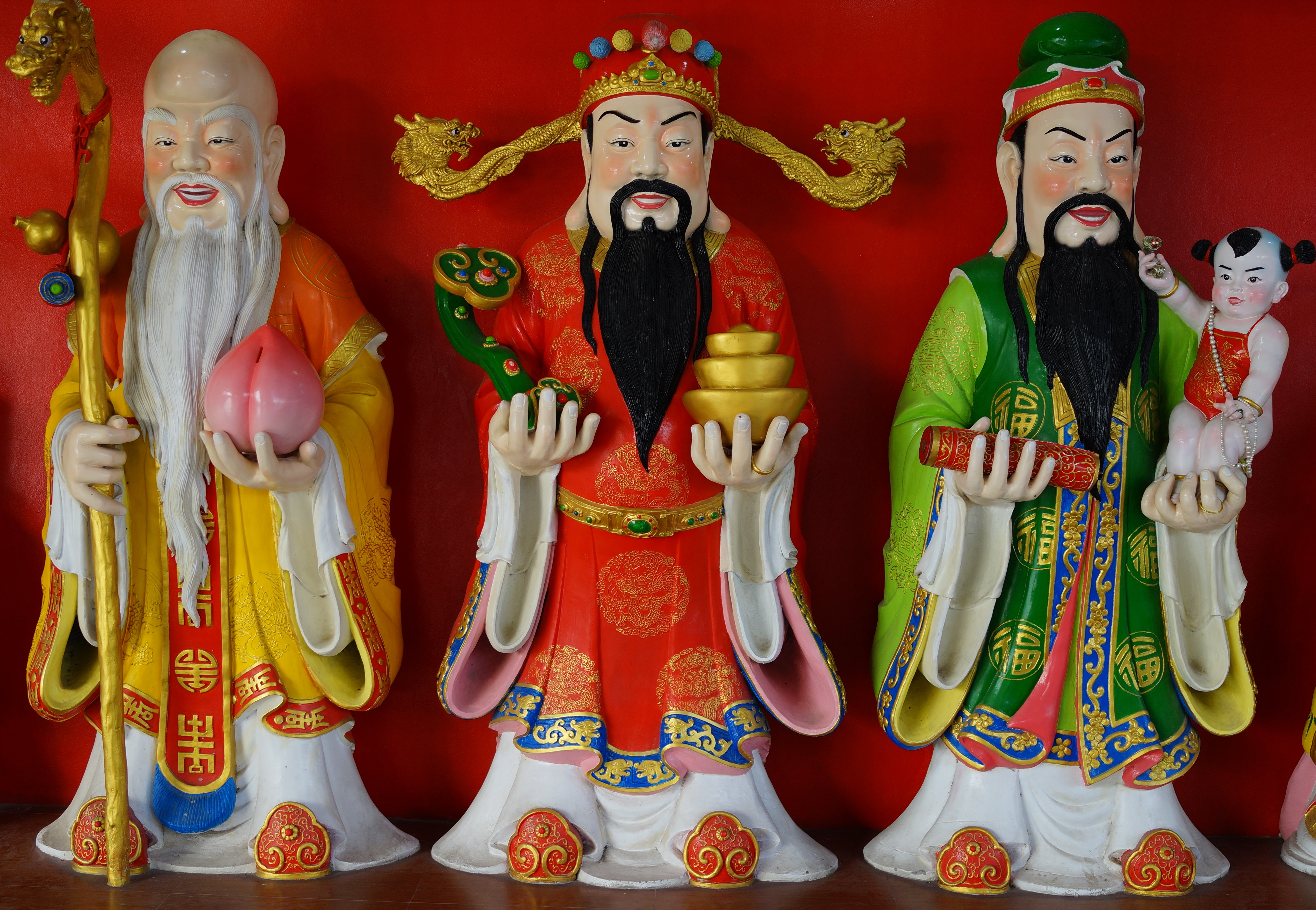
Die Sanxing eines chinesischen Tempel in Bangkok, 2014.

Die Fu Lu Shou Sanxing, kurz Sanxing (chinesisch 福祿壽三星 / 福禄寿三星, kurz 三星 – „Drei Sterne, Dreigestirn“), bestehend aus Fu (福), Lu (禄) und Shou (寿) oder Cai, Zi und Shou (财子寿), sind die Götter der drei Sterne und der drei Gaben Glück (Fu), Wohlstand (Lu) und Langlebigkeit (Shou) im chinesischen Volksglauben. Die Begriffe „Sanxing“ oder „Fu Lu Shou“ stehen in der chinesischen Kultur für die drei Attribute eines guten Lebens.
Ihre Abbildungen reichen zurück in die Zeit der Ming-Dynastie, als die Götter der drei Sterne erstmals in menschlicher Form dargestellt wurden. Sie werden auch mit anderen Gottheiten der chinesischen Religion und des Daoismus in Verbindung gebracht.
Statuen der drei Götter werden an der Fassade von Tempeln der Volksreligion und an Ahnenschreinen sowie in beinahe jedem chinesischen Haus und vielen chinesischen Läden auf kleinen Altären mit einem Wasserglas, einer Orange oder anderen Opfergaben aufgestellt. Besonders häufig sind am chinesischen Neujahrsfest zu sehen. Gemäß den Regeln des Feng Shui stehen sie jeweils am Eingang eines Raums auf Augenhöhe mit den Betrachtern. Traditionell werden sie von rechts nach links angeordnet: So ist Shou auf der linken Seite des Betrachters, Lu in der Mitte und Fu auf der rechten Seite. Ebenso werden chinesische Schriftzeichen von rechts nach links geschrieben.

## Die drei Götter und ihre Sterne

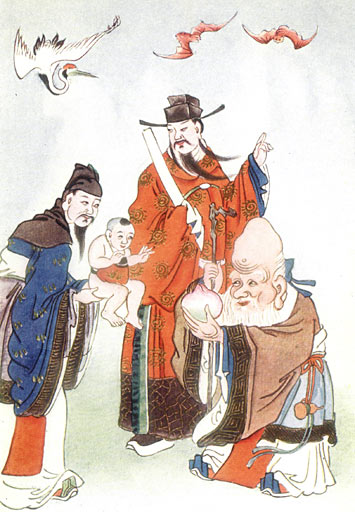
Die drei Götter dargestellt als Gelehrter, als Beamter sowie als alter Mann.

### Fuxing
Der Stern von Fu (福), Fuxing (福星), bezieht sich auf den Planeten Jupiter. Chinesische Astrologie glaubten, dass der Planet Jupiter verheißungsvoll wäre. Gemäß einem daoistischen Mythos aus der Ming-Dynastie wird der Stern von Fu mit Yang Cheng, einem Gouverneur von Daozhou in der Zeit der westlichen Han  (206 v. Chr. – 24 n. Chr.) verbunden. Yang Cheng riskierte sein Leben, indem er dem Kaiser eine Mahnschrift schrieb. Darin ermahnte er ihn, das Volk zu verschonen, welches Zwergsklaven als Tribut an den Kaiserhof zu schicken hatte. Nach seinem Tod wurde ein Tempel errichtet, um an ihn zu erinnern. Im Laufe der Zeit wurde er als Personifikation des Glücks angesehen.
Er wird gewöhnlich in einer Gelehrtentracht abgebildet. In der Hand hält er eine Schriftrolle, auf der manchmal das Schriftzeichen „Fu“ steht. Es gibt auch Abbildungen, auf denen er ein Kind hält oder von Kindern umgeben ist. Er verschmilzt manchmal auch mit Cai Shen, dem Gott des Reichtums.

### Luxing
Der Stern von Lu (禄), Luxing (禄星) korrespondiert mit dem Stern ζ Ursae Majoris oder, in der traditionellen chinesischen Astronomie, dem sechsten Stern in der Wenchang-Gruppe. Wie Fu wurde dieser Stern personizifiert, und zwar glaubte man, dass er Zhang Xian sei, der im Späteren Shu-Reich lebte. Das Wort lu bezieht sich im Besonderen auf das Gehalt eines Regierungsbeamten. Als solches ist Lu der Stern von Wohlstand, Stellung und Einfluss.
Der Stern von Lu wird auch getrennt von den anderen beiden verehrt, als Gottheit, welche Erfolg in der kaiserlichen Beamtenprüfung beschert und demzufolge Erfolg in der Beamtenschaft. Der Lu-Stern wird meist in der Bekleidung eines Mandarins abgebildet.

### Shouxing
Der Stern von Shou (寿), Shouxing (寿星), ist mit α Carinae (Canopus), dem Stern des Südens in der chinesischen Astronomie, gleichzusetzen. Man glaubt, dass er die Lebensdauer der Sterblichen vorherbestimme. Nach einer Legende wurde er während zehn Jahren im Mutterleib herumgetragen, bevor er geboren wurde und war schon ein alter Mann, als er auf die Welt kam. Er ist durch eine hohe, gewölbte Stirn und einen weißen Bart gekennzeichnet. Ebenso trägt er einen Pfirsich als Symbol der Unsterblichkeit. Der Gott der Langlebigkeit wird meist lächelnd und freundlich abgebildet. Er kann häufig auch einen Kürbis, gefüllt mit dem Elixier des langen Lebens, mit sich tragen. Manchmal verschmilzt er mit Laozi und entsprechenden Göttern der daoistischen Lehre.